# Cristur-Crișeni, Sălaj

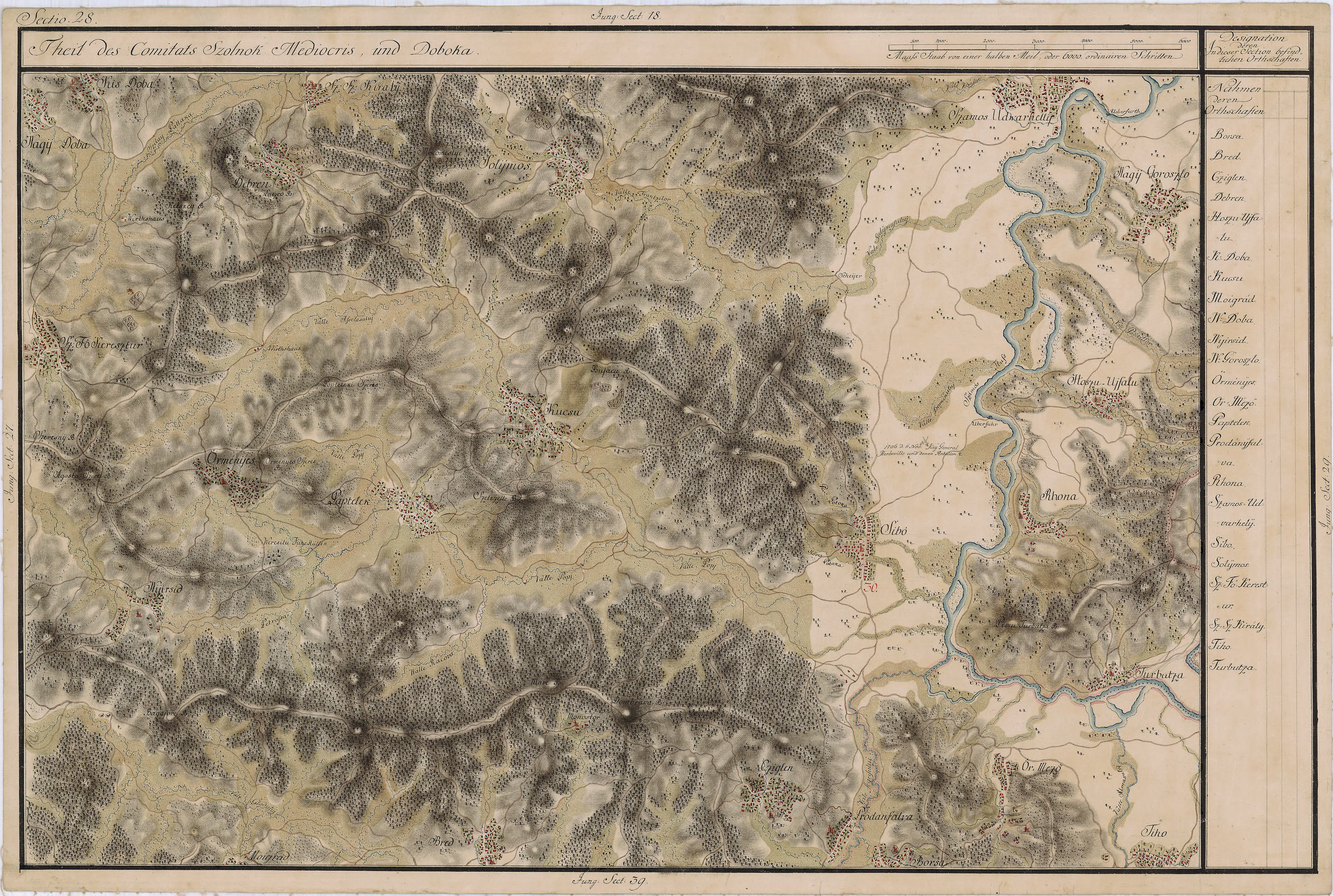
Cristur-Crișeni în Harta Iosefină a Transilvaniei, 1769-1773

Cristur-Crișeni este un sat în comuna Crișeni din județul Sălaj, Transilvania, România. Este atestat documentar în anul 1378 cu denumirea Kereztur.

## Vezi și
- Biserica reformată din Cristur-Crișeni

## Imagini

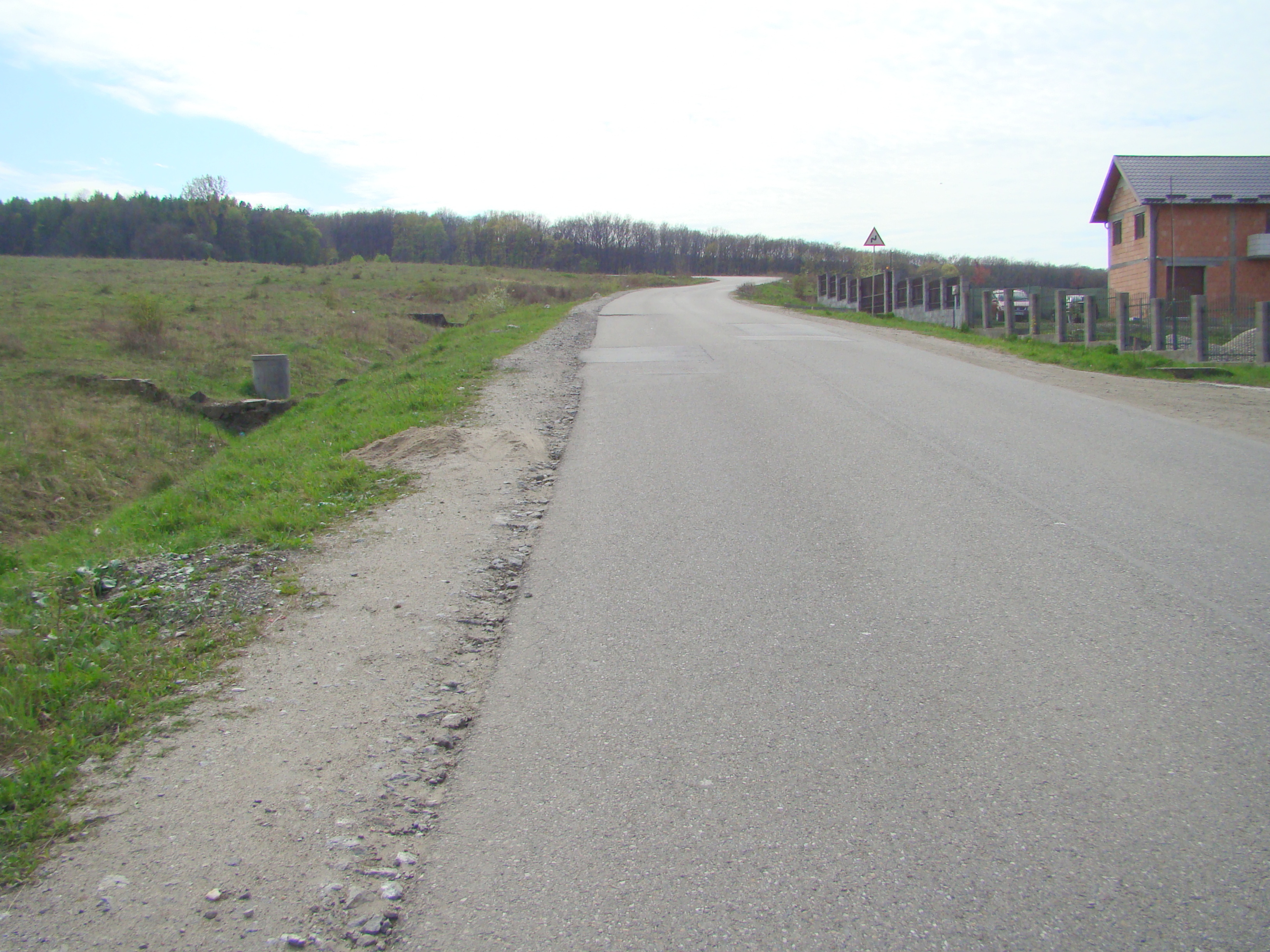
Drumul Crișeni-Cristur-Crișeni
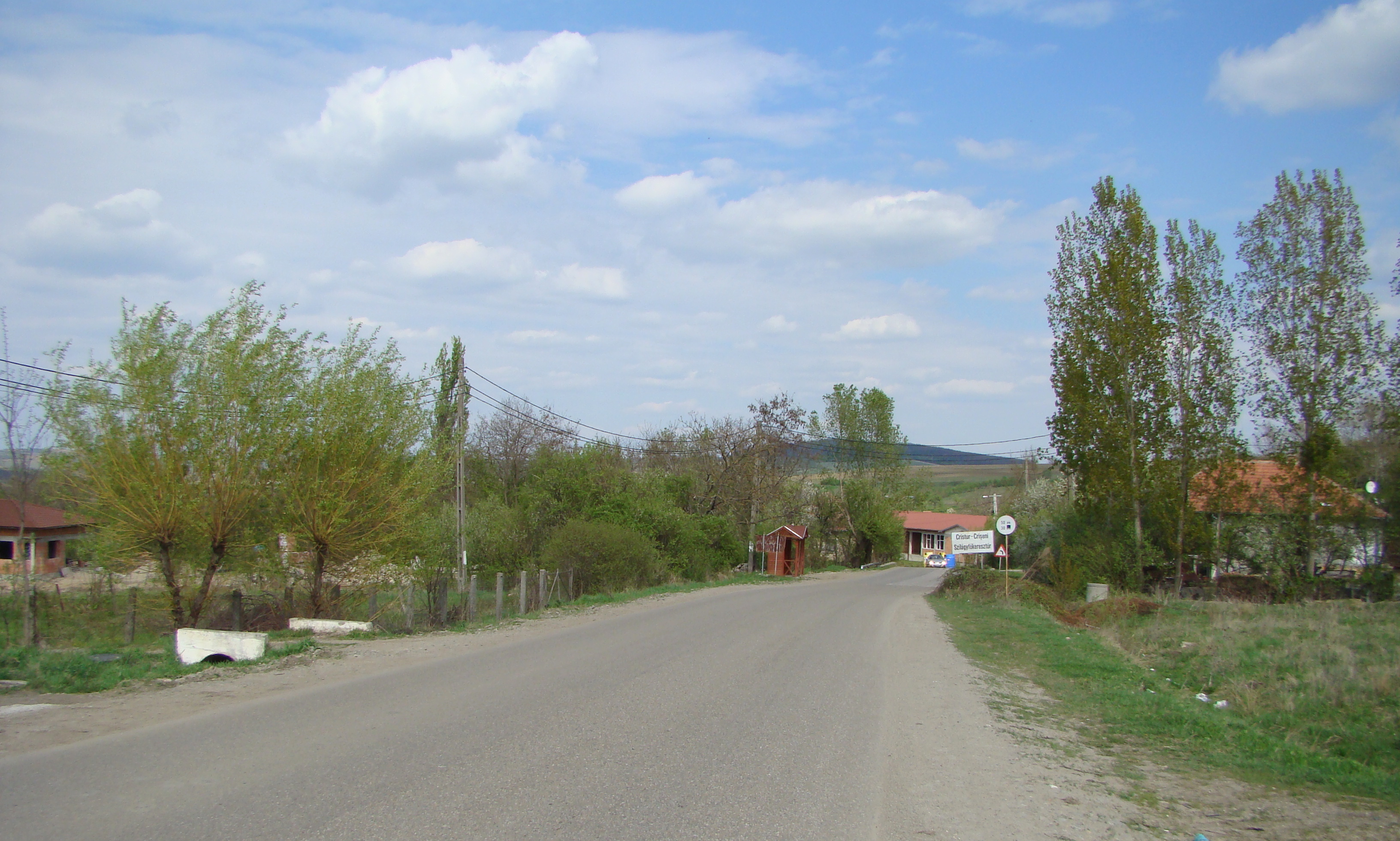
Intrarea în localitate
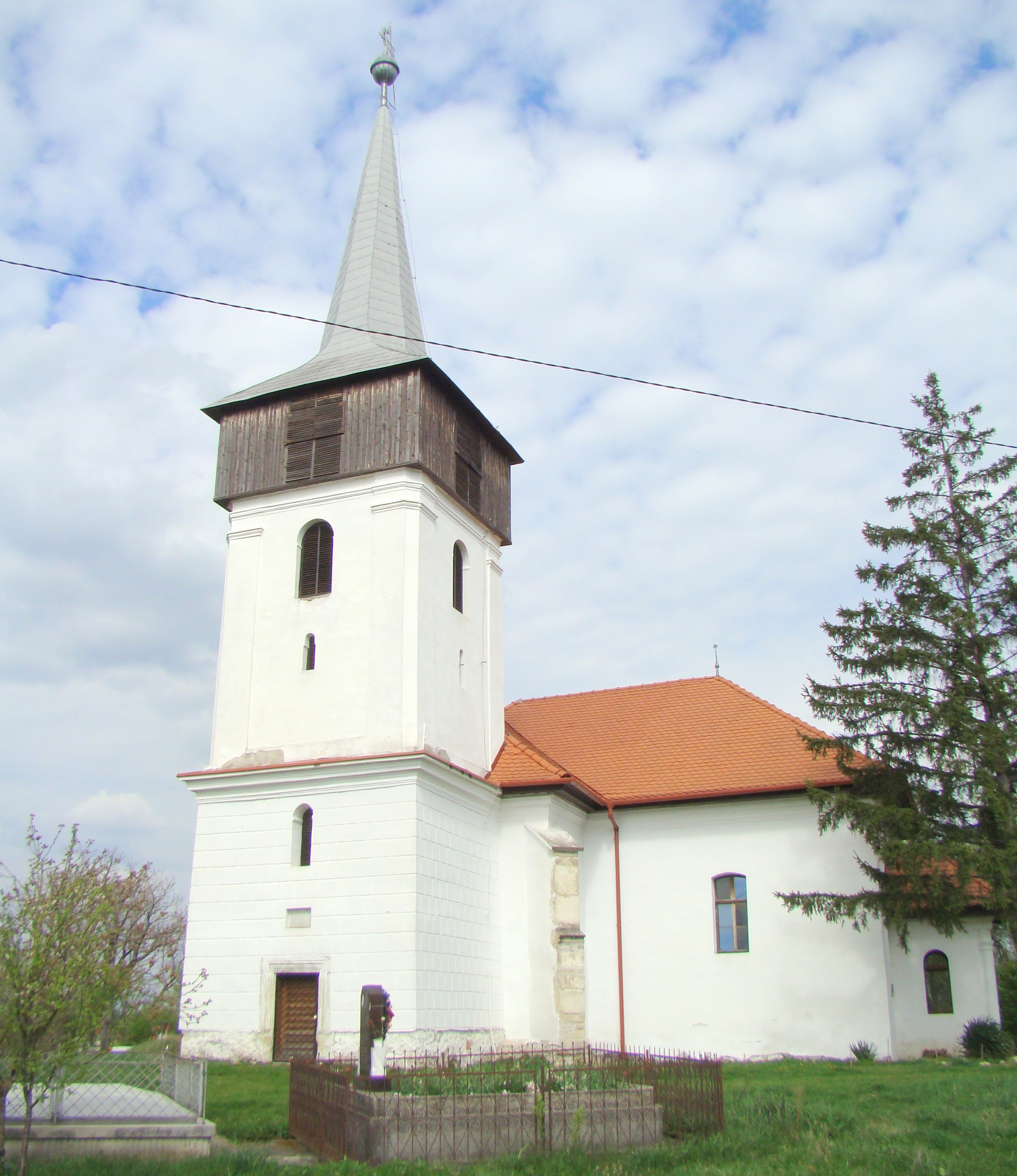
Biserica reformată (monument istoric)

 Acest articol despre o localitate din județul Sălaj este deocamdată un ciot. Puteți ajuta Wikipedia prin completarea lui.